# غدة معوية
الغدة المعوية في علم الأنسجة، (وتسمى أيضًا خبيئة ليبيركون أو خبيئة معوية) هي غدة توجد بين الزغابات في بطانة الظهارة المعوية للأمعاء الدقيقة والغليظة (القولون). تُغطى الغدد والزغابات المعوية بالظهارة، التي تحتوي على أنواع عديدة من الخلايا: الخلايا المعوية (تمتص الماء والشوارد)، الخلايا الكأسية (تفرز المخاط)، الخلايا الصماء المعوية (تفرز الهرمونات)، الخلايا الكأسية، الخلايا الخملية [الإنجليزية]، وفي قاعدة الغدة، توجد خلايا بانيت (تفرز ببتيدات مضادة للميكروبات) والخلايا الجذعية.

## البنية
توجد الغدد المعوية في ظهارة الأمعاء الدقيقة، وتحديداً في الإثني عشر والصائم واللفائفي، وكذلك في الأمعاء الغليظة (القولون) حيث تسمى أحيانًا بالخبيئة القولونية. تحتوي الغدد المعوية للأمعاء الدقيقة على قاعدة من الخلايا الجذعية المتكاثرة، وخلايا بانيت التابعة للجهاز المناعي الفطري، والخلايا الكأسية التي تنتج المخاط. أما في القولون، فلا تحتوي الخبيئة على خلايا بانيت.

## الوظيفة
تحتوي الخلايا المعوية في الغشاء المخاطي للأمعاء الدقيقة على إنزيمات هضمية تقوم بتحليل الأطعمة المحددة أثناء امتصاصها عبر الظهارة. تشمل هذه الإنزيمات الببتيداز والسكريز والملتاز واللاكتاز والليباز المعوي. وهذا على النقيض من الغدد المعدية في المعدة حيث تفرز الخلايا الرئيسية البيبسينوجين.
كما يتكون هنا ظهارة جديدة وهو أمر مهم لأن الخلايا في هذا الموقع تتآكل باستمرار بسبب مرور الطعام. يشتمل الجزء القاعدي (الأبعد عن تجويف الأمعاء) من الخبيئة على خلايا جذعية متعددة الإمكانات. وخلال كل انقسام متساو، تبقى إحدى الخليتين الوليدتين في الخبيئة كخلية جذعية، بينما تتمايز الأخرى وتصعد إلى جانب الخبيئة وفي النهاية إلى الزغابة المعوية. يمكن لهذه الخلايا الجذعية أن تتمايز إلى سلالات امتصاصية (خلايا معوية) أو إفرازية (الخلايا الكأسية، خلايا بانيت، الخلايا الصماء المعوية). تلعب كل من مسارات إشارات بروتين دبيلو.أن.تي وبروتين نوتش دورًا كبيرًا في تنظيم تكاثر الخلايا وفي تكوين الأمعاء الداخلية والتوازن.
يُعتقد أن فقدان السيطرة على التكاثر في الخبيئة يؤدي إلى سرطان القولون والمستقيم.

### عصارة الأمعاء
عصير الأمعاء (ويسمى أيضًا العصارة المعوية) هي الإفرازات المائية الشفافة إلى الصفراء الباهتة التي تفرزها الغدد التي تبطن جدران الأمعاء الدقيقة. تفرز غدد برونر كميات كبيرة من المخاط القلوي استجابةً لـ (1) التحفيز الملمسي أو المهيِّج على الغشاء المخاطي المعوي؛ (2) تحفيز العصب المبهم، الذي يزيد من إفراز غدد برونر بالتزامن مع زيادة إفراز المعدة؛ و(3) الهرمونات المعدية المعوية، وخاصة السيكريتين.
تتمثل وظيفته في استكمال العملية التي بدأها عصارة البنكرياس؛ يوجد الإنزيم التربسين في عصارة البنكرياس في الشكل غير النشط تريبسينوجين ويُنشّطُه إنزيم الإنتروكيناز المعوي الموجود في عصارة الأمعاء. ثم يمكن للتربسين تنشيط إنزيمات البروتياز الأخرى وتحفيز تفاعل بروكوليباس → كوليباس (تميم بروتيني لإنزيم ليباز الذي تفرزه غدة البنكرياس، وله دور في هضم الدهون). يعد الكوليباس ضروريًا، إلى جانب الحمض الصفراوي، لتمكين وظيفة الليباز.
تحتوي عصارة الأمعاء أيضًا على الهرمونات والإنزيمات الهاضمة والمخاط والمواد التي تعمل على تحييد حمض الهيدروكلوريك القادم من المعدة. كما أن الإنزيمات الببتيداز الخارجية المختلفة تعمل على هضم البروتينات بشكل أكبر عن طريق تحويل البوليببتيدات إلى أحماض أمينية.

## الخبايا القولونية

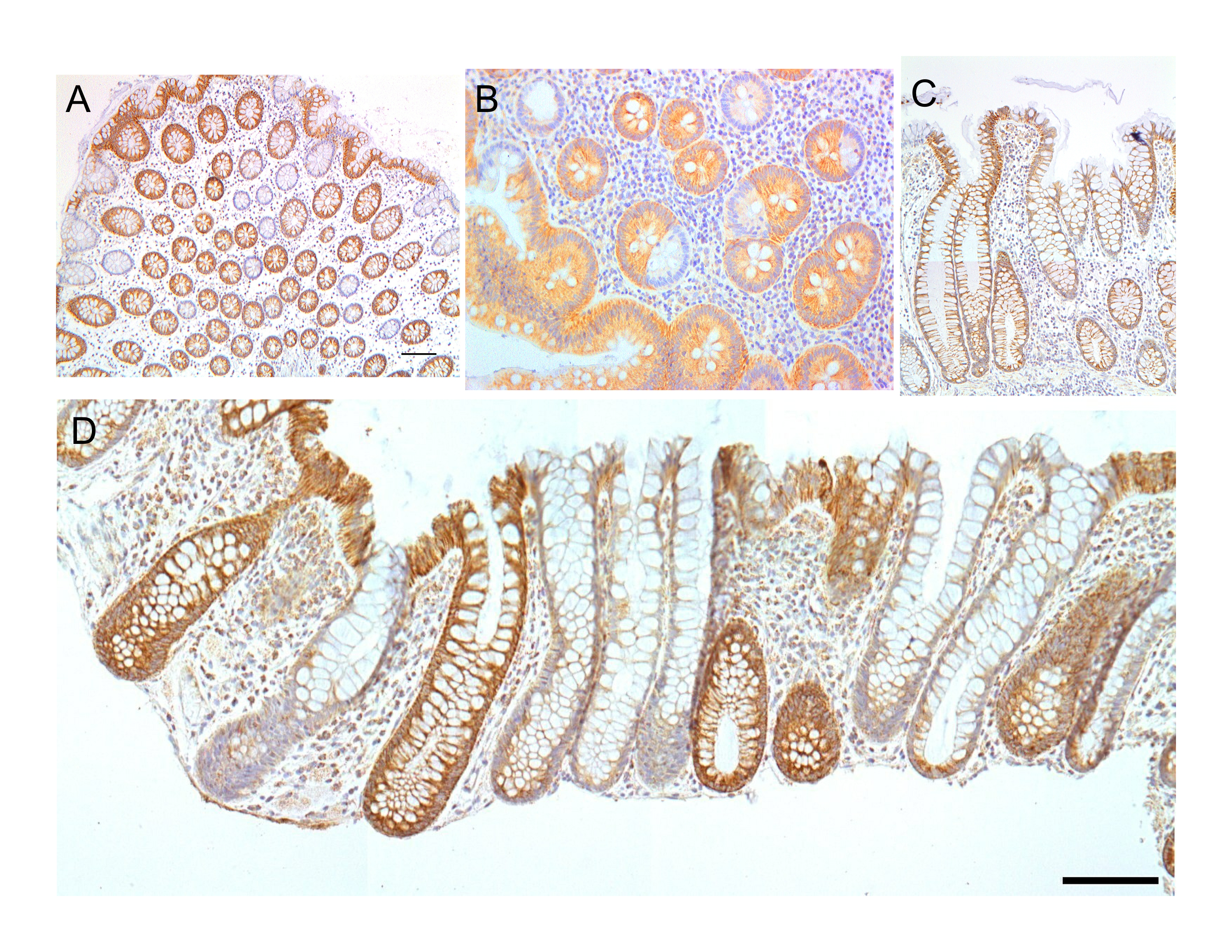
خبايا القولون (الغدد المعوية) ضمن أربعة أقسام من الأنسجة. في اللوحة A، يوضح الشريط 100 ميكرومتر ويسمح بتقدير تكرار الغدد في ظهارة القولون. تشتمل اللوحة B على ثلاثة غدد في مقطع عرضي، كل منها يفتقد جزءًا واحدًا لتعبير CCOI وخبيئة واحدة على الأقل، على الجانب الأيمن، يخضع الانشطار إلى غرفتين. يظهر اللوحة C، على الجانب الأيسر، تشققًا في غرفتين. تظهر اللوحة D مجموعات صغيرة نموذجية من اثنين وثلاثة من الغدد الخالية من CCOI (يظهر الشريط 50 ميكرومتر). تم صنع الصور من المجهر الضوئي الأصلي، لكن تم أيضًا تضمين اللوحات A و B و D في المقالة العلمية.

يُطلق على الغدد المعوية في القولون غالبًا اسم الخبايا القولونية. تتخلل الخبايا القولونية، وهي انغمامات للبطانة الداخلية للقولون المكونة من الظهارة. تأخذ الخبايا القولونية شكل أنابيب اختبار مجهرية ذات جدران سميكة مع وجود فتحة مركزية على طول الأنبوب (تجويف انبوب الخبيئة). تُظهر الصور هنا أربعة أقسام من الأنسجة، اثنان منها (A وB) مقطوعان عبر المحاور الطويلة للخبيئة واثنان (C و D) مقطوعان بشكل موازٍ للمحاور الطويلة.
في هذه الصور، صُبغت الخلايا لإظهار لون بني-برتقالي إذا كانت الخلايا تنتج بروتينًا ميتوكندريونا يُسمى سيتوكروم سي أكسيداز وحيدة 1 [الإنجليزية] (CCOI أو COX-1). تُصبغ نوى الخلايا (الموجودة على الحواف الخارجية للخلايا المبطنة لجدران الخبيئة) باللون الأزرق الرمادي باستخدام الهيماتوكسيلين. كما هو موضح في اللوحتين C و D، يبلغ طول الخبيئة حوالي 75 إلى 110 خلية. يبلغ محيط الخبيئة المتوسط 23 خلية. من الصور، يُظهر المتوسط أن هناك حوالي 1725 إلى 2530 خلية لكل خبيئة قولونية. تم الحصول على قياس آخر أعطى نطاقًا يتراوح بين 1500 و 4900 خلية لكل خبيئة قولونية. تتكون الخلايا عند قاعدة الخبيئة وتهاجر لأعلى على طول محور الخبيئة قبل أن تتساقط في تجويف انبوب القولون بعد أيام. يوجد 5 إلى 6 خلايا جذعية في قواعد الخبايا.
بناءً على التقديرات من الصورة في اللوحة A، يوجد حوالي 100 خبيئة قولونية لكل ملليمتر مربع من ظهارة القولون. يبلغ طول القولون البشري، في المتوسط، 160.5 سم (يتم قياسه من أسفل الأعور إلى تقاطع القولون والمستقيم) مع نطاق يتراوح بين 80 سم إلى 313 سم. يبلغ متوسط محيط القولون الداخلي 6.2 سم. وبالتالي، فإن مساحة سطح الظهارة الداخلية للقولون البشري تبلغ مساحتها، في المتوسط، حوالي 995 سم2، والتي تشمل 9,950,000 (تقريبا 10 ملايين) خبيئة.
فيما يُشاهد بأقسام الأنسجة الأربعة المعروضة هنا، فإن العديد من غدد الامعاء تحتوي على خلايا بها تحور في الحمض النووي للميتوكوندريا في جين CCOI وتظهر بيضاء إلى حد كبير، حيث أن لونها الأساسي هو الصبغة الزرقاء الرمادية للنوى. كما هو موضح في اللوحة B، يبدو أن جزءًا من الخلايا الجذعية لثلاثة خبايا معوية لديها تحورًا في CCOI، بحيث يشكل 40% إلى 50% من الخلايا الناتجة عن تلك الخلايا الجذعية قطعة بيضاء في منطقة المقطع العرضي.
بشكل عام، تقل نسبة الخبايا المعوية الناقصة لـ CCOI عن 1٪ قبل سن الأربعين، ولكن بعد ذلك تزداد بشكل خطي مع تقدم العمر. يصل متوسط نسبة الخبايا القولونية الناقصة لـ CCOI إلى 18٪ عند النساء و 23٪ عند الرجال، بحلول سن 80-84 عامًا.
يمكن أن تتكاثر خبايا القولون عن طريق الانشطار، كما هو موضح في اللوحة C، حيث ينقسم تجويف معوي لتكوين خبيئتين، وفي اللوحة B حيث يبدو أن خبيئة واحدة على الأقل تنشطر. توجد معظم الخبايا المعوية الناقصة لـ CCOI في مجموعات من الخبايا (استنساخات من الخبايا) مع خبيئتين أو أكثر ناقصين لـ CCOI بجوار بعضهما البعض (انظر اللوحة D).

## الأهمية السريرية
يُعرف التهاب الخبايا بالتهاب الغدد المعوية ويُشخص بوجود الخلايا المتعادلة بين الخلايا المعوية. التهاب الخبايا الشديد قد يؤدي إلى خراج القناة.
ترتبط العمليات المرضية التي تؤدي إلى مرض كرون، وهي تدمير القناة المعوية التدريجي، بتفرع الخبايا.
تشمل أسباب تفرع الخبيئة:
- أمراض الأمعاء الالتهابية (على سبيل المثال التهاب القولون التقرحي ومرض كرون)[15]
- التهاب القولون المعدي المزمن
- التهاب القولون الإقفاري

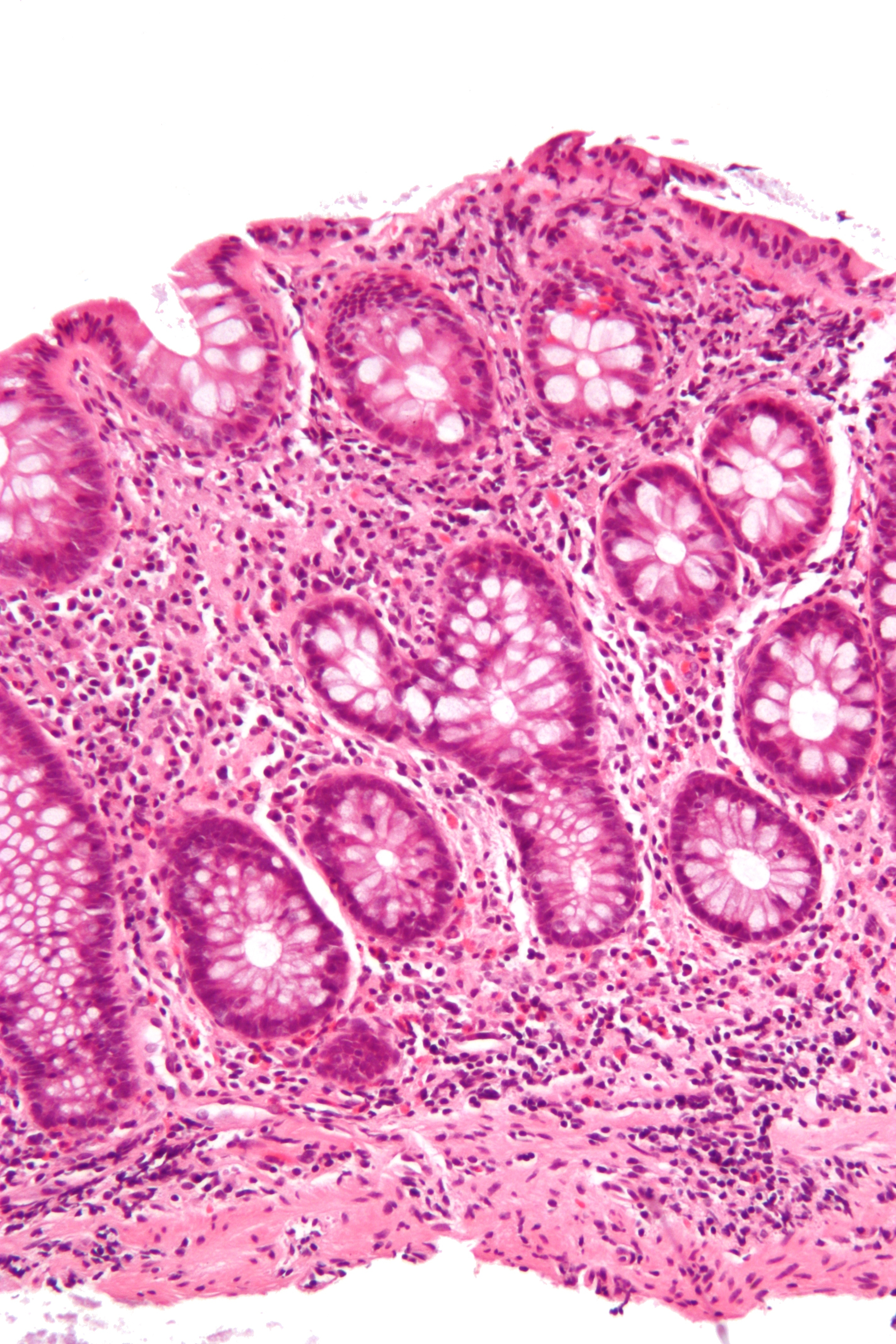
صورة مجهرية تظهر تشعبات أمعاء الغدد، وهو اكتشاف نسيجي مرضي لالتهاب القولون المزمن. صبغة H&E.
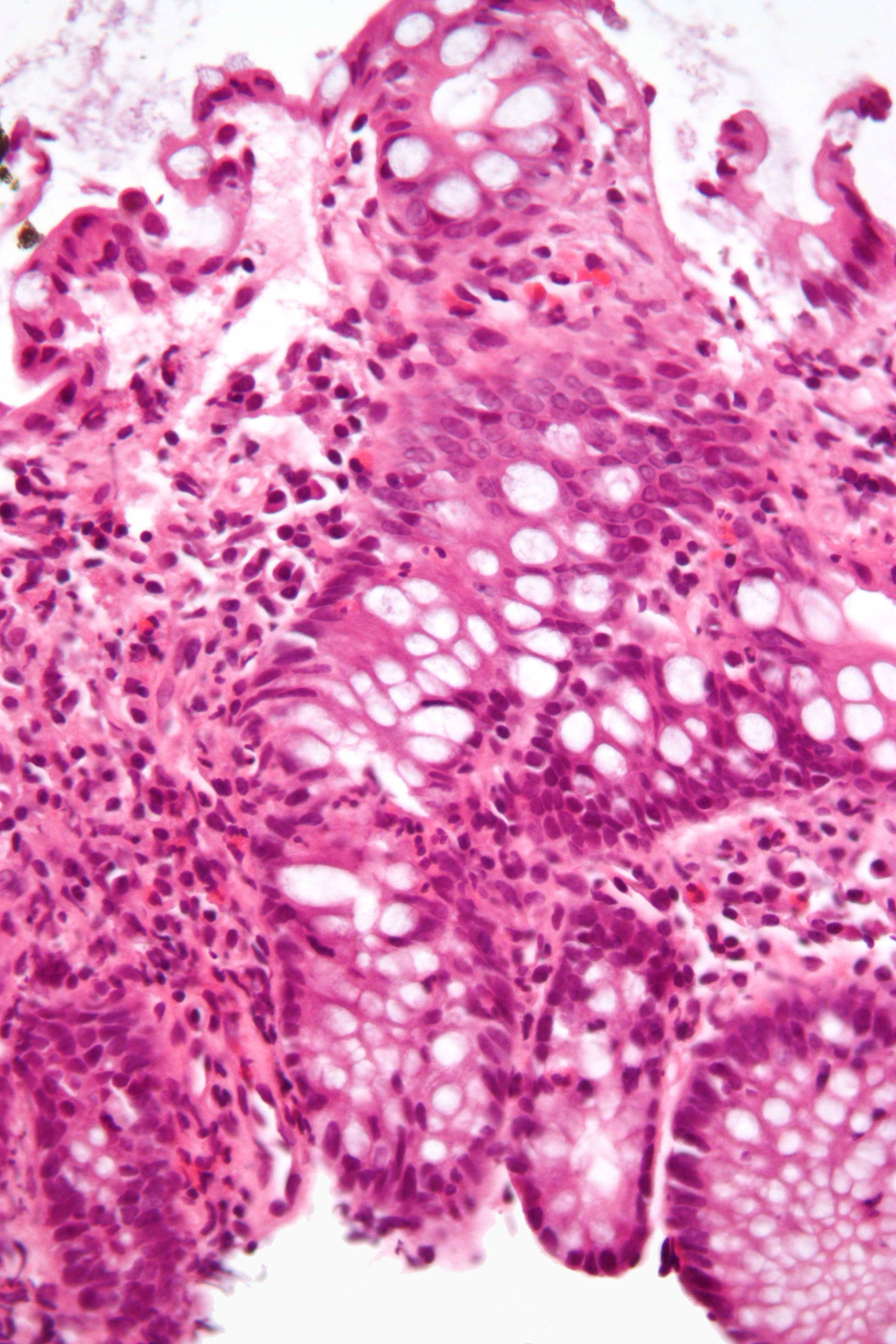
صورة مجهرية تظهر التهاب الخبايا. صبغة H&E.
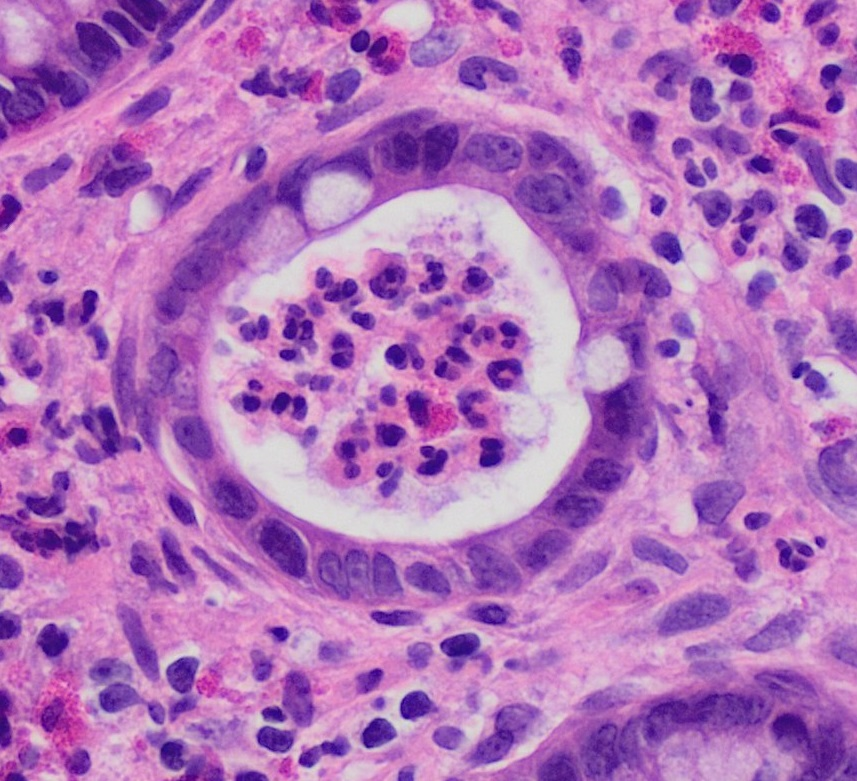
خراج الخبيئة. صبغة H&E.

## الابحاث
تحتوي الغدد المعوية على خلايا جذعية بالغة تسمى الخلايا الجذعية المعوية. استُخدمت هذه الخلايا في مجال علم الأحياء الجذعية لفهم مكامن الخلايا الجذعية بشكل أفضل، وكذلك لتوليد العضويات [الإنجليزية] المعوية.

## تاريخ
تُسمى غدد ليبيركون على اسم عالم التشريح الألماني في القرن الثامن عشر يوهان ناثانيل ليبيركون.